# Pontiac (circonscription provinciale)
Pour les articles homonymes, voir Pontiac.
Circonscription électorale provinciale du Canada
Pontiac est une circonscription électorale provinciale du Québec. Son territoire s'étend dans la région de l'Outaouais. Depuis sa recréation en 1981, la circonscription a toujours élu un député du Parti libéral du Québec. 

## Historique
Le district électoral de Pontiac est créé en 1853 en tant que district de l'Assemblée législative de la province du Canada, détaché du district d'Ottawa. À la création des districts électoraux provinciaux en 1867, Pontiac fait partie des 65 circonscriptions. Le territoire du district correspondait alors à celui du comté de Pontiac. La circonscription se retrouve en grande partie fusionnée avec celle de Témiscamingue en 1972 pour former Pontiac-Témiscamingue, la partie nord de son territoire étant quant à elle rattachée à Gatineau. 
La circonscription de Pontiac revient sur la carte en 1980, formée de la partie est de la circonscription précédente de Pontiac-Témiscamingue (le reste servant à former Rouyn-Noranda–Témiscamingue) et la partie sud de Gatineau, principalement la ville d'Aylmer. En 1988 on retire de Pontiac une partie de la ville de Hull, transférée à la circonscription du même nom. En 2001, des ajustements sont faits, dans la partie septentrionale et moins peuplée de la circonscription, à la limite avec Gatineau. Puis, en 2011, une autre partie de la circonscription est transférée à Hull. 

## Territoire et limites
La circonscription de Pontiac comprend les municipalités suivantes : 
- Alleyn-et-Cawood
- Bristol
- Bryson
- Campbell's Bay
- Chichester
- Clarendon
- Fort-Coulonge
- Gatineau (en partie)
- L'Île-du-Grand-Calumet
- Lac-Nilgaut
- L'Isle-aux-Allumettes
- Litchfield
- Mansfield-et-Pontefract
- Otter Lake
- Pontiac
- Portage-du-Fort
- Rapides-des-Joachims
- Shawville
- Sheenboro
- Thorne
- Waltham

## Liste des députés

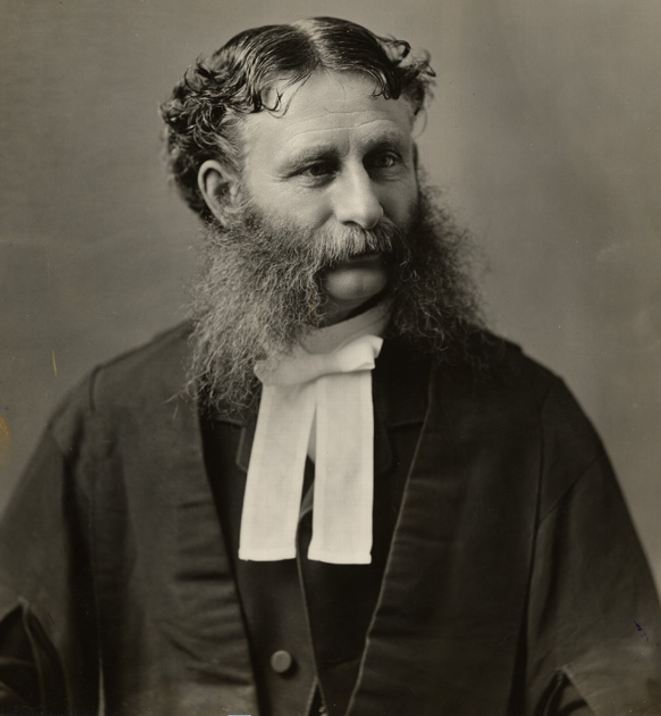
Levi Ruggles Church est député de Pontiac de 1874 à 1881 pour le Parti conservateur du Québec.

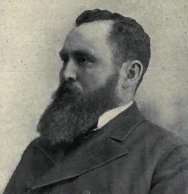
William Joseph Poupore est député de Pontiac de 1882 à 1892 pour le Parti conservateur du Québec.

| Années                                 | Années      | Député                    | Parti           |
| -------------------------------------- | ----------- | ------------------------- | --------------- |
|                                        | 1867 - 1871 | John Poupore              | Conservateur    |
|                                        | 1871 - 1874 | John Poupore              | Conservateur    |
|                                        | 1874 - 1875 | Levi Ruggles Church       | Conservateur    |
|                                        | 1875 - 1878 | Levi Ruggles Church       | Conservateur    |
|                                        | 1878 - 1881 | Levi Ruggles Church       | Conservateur    |
|                                        | 1881 - 1882 | Thomas Bryson             | Conservateur    |
|                                        | 1882 - 1886 | William Joseph Poupore    | Conservateur    |
|                                        | 1886 - 1890 | William Joseph Poupore    | Conservateur    |
|                                        | 1890 - 1892 | William Joseph Poupore    | Conservateur    |
|                                        | 1892 - 1897 | David Gillies             | Libéral         |
|                                        | 1897 - 1900 | David Gillies             | Libéral         |
|                                        | 1900 - 1904 | David Gillies             | Libéral         |
|                                        | 1904 - 1908 | David Gillies             | Libéral         |
|                                        | 1908 - 1912 | Tancrède-Charles Gaboury  | Libéral         |
|                                        | 1912 - 1916 | George Benjamin Campbell  | Conservateur    |
|                                        | 1916 - 1919 | William Hodgins           | Libéral         |
|                                        | 1919 - 1923 | Wallace Reginald McDonald | Libéral         |
|                                        | 1923 - 1927 | Wallace Reginald McDonald | Libéral         |
|                                        | 1927 - 1931 | Wallace Reginald McDonald | Libéral         |
|                                        | 1931 - 1935 | Wallace Reginald McDonald | Libéral         |
|                                        | 1935 - 1936 | Edward Charles Lawn       | Libéral         |
|                                        | 1936 - 1939 | Edward Charles Lawn       | Libéral         |
|                                        | 1939 - 1944 | Edward Charles Lawn       | Libéral         |
|                                        | 1944 - 1948 | Edward Charles Lawn       | Libéral         |
|                                        | 1948 - 1952 | Raymond Thomas Johnston   | Union nationale |
|                                        | 1952 - 1956 | Raymond Thomas Johnston   | Union nationale |
|                                        | 1956 - 1960 | Raymond Thomas Johnston   | Union nationale |
|                                        | 1960 - 1962 | Raymond Thomas Johnston   | Union nationale |
|                                        | 1962 - 1966 | Raymond Thomas Johnston   | Union nationale |
|                                        | 1966 - 1970 | Raymond Thomas Johnston   | Union nationale |
|                                        | 1970 - 1973 | Jean-Guy Larivière        | Libéral         |
| 1973-1976 (Voir Pontiac-Témiscamingue) |             |                           |                 |
|                                        | 1981 - 1985 | Robert Middlemiss         | Libéral         |
|                                        | 1985 - 1989 | Robert Middlemiss         | Libéral         |
|                                        | 1989 - 1994 | Robert Middlemiss         | Libéral         |
|                                        | 1994 - 1998 | Robert Middlemiss         | Libéral         |
|                                        | 1998 - 2003 | Robert Middlemiss         | Libéral         |
|                                        | 2003 - 2007 | Charlotte L'Écuyer        | Libéral         |
|                                        | 2007 - 2008 | Charlotte L'Écuyer        | Libéral         |
|                                        | 2008 - 2012 | Charlotte L'Écuyer        | Libéral         |
|                                        | 2012 - 2014 | Charlotte L'Écuyer        | Libéral         |
|                                        | 2014 - 2018 | André Fortin              | Libéral         |
|                                        | 2018 - 2022 | André Fortin              | Libéral         |
|                                        | 2022 - ...  | André Fortin              | Libéral         |

## Résultats électoraux
|                                                                                               | Nom                         | Parti                    | Nombre de voix | %      | Maj.  |
| --------------------------------------------------------------------------------------------- | --------------------------- | ------------------------ | -------------- | ------ | ----- |
|                                                                                               | André Fortin (sortant)      | Libéral                  | 12 477         | 43,7 % | 5 421 |
|                                                                                               | Corinne Canuel-Jolicoeur    | Coalition avenir         | 7 056          | 24,7 % | -     |
|                                                                                               | Terrence Watters            | Conservateur             | 3 118          | 10,9 % | -     |
|                                                                                               | Mike Owen Sebagenzi         | Québec solidaire         | 2 935          | 10,3 % | -     |
|                                                                                               | Jolaine Paradis-Châteauneuf | Parti québécois          | 1 887          | 6,6 %  | -     |
|                                                                                               | Pierre Cyr                  | Vert                     | 616            | 2,2 %  | -     |
|                                                                                               | William Twolan              | Parti canadien du Québec | 475            | 1,7 %  | -     |
| Total                                                                                         | Total                       | Total                    | 28 564         | 100 %  |       |
| Le taux de participation lors de l'élection était de 53,5 % et 185 bulletins ont été rejetés. |                             |                          |                |        |       |

|                                                                                               | Nom                    | Parti              | Nombre de voix | %      | Maj.  |
| --------------------------------------------------------------------------------------------- | ---------------------- | ------------------ | -------------- | ------ | ----- |
|                                                                                               | André Fortin (sortant) | Libéral            | 14 869         | 53,9 % | 9 237 |
|                                                                                               | Olive Kamanyana        | Coalition avenir   | 5 632          | 20,4 % | -     |
|                                                                                               | Julia Wilkie           | Québec solidaire   | 2 964          | 10,7 % | -     |
|                                                                                               | Marie-Claire Nivolon   | Parti québécois    | 1 520          | 5,5 %  | -     |
|                                                                                               | Roger Fleury           | Vert               | 919            | 3,3 %  | -     |
|                                                                                               | Kenny Roy              | Conservateur       | 853            | 3,1 %  | -     |
|                                                                                               | Samuel Gendron         | NPD Québec         | 795            | 2,9 %  | -     |
|                                                                                               | Louis Lang             | Marxiste-léniniste | 40             | 0,1 %  | -     |
| Total                                                                                         | Total                  | Total              | 27 592         | 100 %  |       |
| Le taux de participation lors de l'élection était de 53,5 % et 249 bulletins ont été rejetés. |                        |                    |                |        |       |

|                                                                                               | Nom                     | Parti              | Nombre de voix | %      | Maj.   |
| --------------------------------------------------------------------------------------------- | ----------------------- | ------------------ | -------------- | ------ | ------ |
|                                                                                               | André Fortin            | Libéral            | 25 659         | 75,8 % | 22 633 |
|                                                                                               | Michel Mongeon          | Coalition avenir   | 3 026          | 8,9 %  | -      |
|                                                                                               | Maryse Vallières-Murray | Parti québécois    | 2 897          | 8,6 %  | -      |
|                                                                                               | Charmain Levy           | Québec solidaire   | 2 157          | 6,4 %  | -      |
|                                                                                               | Louis Lang              | Marxiste-léniniste | 131            | 0,4 %  | -      |
| Total                                                                                         | Total                   | Total              | 33 870         | 100 %  |        |
| Le taux de participation lors de l'élection était de 68,2 % et 322 bulletins ont été rejetés. |                         |                    |                |        |        |

|                                                                                               | Nom                          | Parti              | Nombre de voix | %      | Maj.   |
| --------------------------------------------------------------------------------------------- | ---------------------------- | ------------------ | -------------- | ------ | ------ |
|                                                                                               | Charlotte L'Écuyer (sortant) | Libéral            | 16 981         | 56,6 % | 11 564 |
|                                                                                               | André Laframboise            | Coalition avenir   | 5 417          | 18,1 % | -      |
|                                                                                               | Geneviève Gendron-Nadeau     | Parti québécois    | 4 835          | 16,1 % | -      |
|                                                                                               | Charmain Levy                | Québec solidaire   | 1 565          | 5,2 %  | -      |
|                                                                                               | Garry Bélair                 | Vert               | 906            | 3 %    | -      |
|                                                                                               | Patrick Émard                | Option nationale   | 223            | 0,7 %  | -      |
|                                                                                               | Louis Lang                   | Marxiste-léniniste | 61             | 0,2 %  | -      |
| Total                                                                                         | Total                        | Total              | 29 988         | 100 %  |        |
| Le taux de participation lors de l'élection était de 62,1 % et 267 bulletins ont été rejetés. |                              |                    |                |        |        |

## Référendums
|  | Référendum                     | % du OUI | % du NON | Taux de participation |
|  | Accord de Charlottetown (1992) | 74,45 %  | 25,55 %  | 82,05 %               |
|  | Référendum de 1995             | 12,77 %  | 87,23 %  | 95,47 %               |